# Печатание тканей

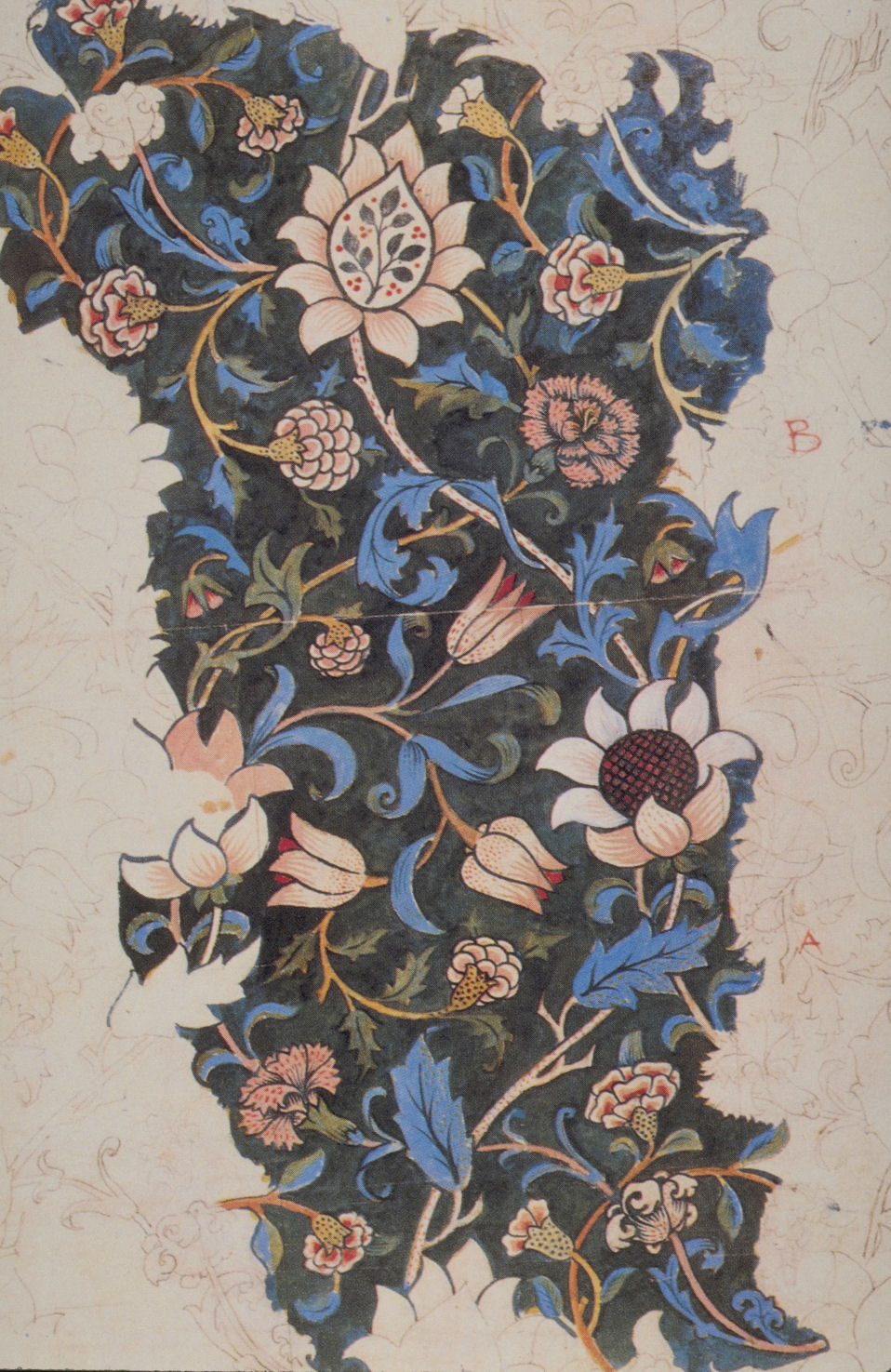
Уильям Моррис. Эскиз орнамента для ткани. 1883

Печа́тание тка́ней (уст. наби́вка, набойка) — получение узора на ткани посредством нанесения на неё красок. Печать на ткани возникла ранее, чем печать на бумаге. Простейшие методы, судя по всему, были известны уже на востоке: для раскраски часть ткани покрывалась воском, или же связывались места, которые должны были остаться неокрашенными. Техника собственно печати происходит от коптов, из Египта; изначально она была одноцветной, чаще синей (использовался краситель индиго). В средневековье появились ткани, имитировавшие более дорогие материалы (парчу, бархат); набивка производилась с помощью деревянных форм. В Новое время стали использовать плёночный способ, позволяющий создавать более сложный орнамент, однако же деревянные формы использовались, когда в моду входили народные или сделанные на народный мотив ткани.
По способу создания рисунков печать бывает прямой, вытравной и резервной. При прямой печати красители тёмных цветов наносятся на белую или светлую ткань, при вытравной печати предварительно окрашенная ткань получает узор путём разрушения первоначальной окраски при нанесении вытравки, а при резервной печати перед крашением на ткань наносятся вещества (например, воск, рисовая паста), препятствующие окраске в местах нанесения.
Рисунок может наноситься на тканепечатающих машинах. Красители могут наноситься в загущённом состоянии, а для закрепления цвета ткань может проходить специальную обработку. Используются кубовые, активные красители, пигменты и так далее; для загущения применяют вещества, способные образовывать при растворении в воде или при разваривании клейкие системы-загустки (крахмал, декстрин, трагант, камедь и др.). В состав красок могут входить растворители, диспергаторы, окислители, восстановители, кислоты, щёлочи, соли, пластификаторы, пеногасители.